# فرط فينيل ألانين الدم
فرط فينيل ألانين الدم حالة طبية تتميز بارتفاع مستويات حمض فينيل ألانين الأميني في الدم. يمكن أن تؤدي بيلة الفينيل كيتون إلى حدوث فرط فنيل ألانين شديد في الدم. تفحص مستويات فينيل ألانين بشكل روتيني عند الأطفال حديثي الولادة عن طريق وخز الكعب عندهم وأخذ بضع قطرات من الدم وفحص مستويات فينيل ألانين فيها. يصل التركيز الطبيعي لمستويات الفينيل ألانين عند الأشخاص الطبيعين إلى حوالي 60 ميلي مول، لكنها قد تتراوح عند الأشخاص الذين يعانون من بيلة الفينيل كيتون غير المعالجة بين 600 ميلي مول إلى 2400 ميلي مول، ما يشير إلى أن الطفل معرض لخطر الإصابة بإعاقة ذهنية شديدة. تُصنف بيلة الفينيل كيتون على أنها صفة وراثية جسمية متنحية.

## الأعراض والعلامات
يختلف لون الجلد والشعر والعينين عند الأطفال المصابين ببيلة الفينيل كيتون، ويعود ذلك لانخفاض مستويات التيروزين بسبب توقف استقلابه بعد نقص الهيدروكربونات العطرية متعددة الحلقات، ومن التبدلات الجلدية الأخرى التي قد تحدث حدوث تهيج أو التهاب جلد. قد يتأثر سلوك الطفل أيضًا بسبب المستويات المتزايدة من الفينيثيلامين والتي بدورها تؤثر على مستويات الأمينات الأخرى في الدماغ. قد تتأثر الوظيفة الحركية ومن الشائع أن تتدهور تدريجيًا.

## الأسباب
لا يتأثر الأشخاص المصابون بالنمط الجيني لبيلة الفينيل كيتون خلال الحياة الرحمية، لأن الدورة الدموية لدى الأم تمنع تراكم الفينيل ألانين بعد الولادة. تعالج بيلة الفينيل كيتون عند الأطفال حديثي الولادة باتباع نظام غذائي خاص يحتوي كمية قليلة جدًا من مادة فينيل ألانين، وقد تبين أن اتباع هذا النمط من النظام الغذائي عند الأشخاص الذين لديهم استعداد وراثي لبيلة الفينيل كيتون سيؤدي لنمو عقلي طبيعي. كان العلماء يعتقدون في السابق أنه من الآمن إيقاف هذه الحمية الغذائية في أواخر سن المراهقة أو أوائل العشرينات عندما يكون الجهاز العصبي المركزي قد تطور بالكامل، لكن الدراسات الحديثة تشير إلى احتمال النكس، وتوصي باتباع حمية غذائية دائمة.
قد تحدث بيلة الفينيل كيتون أو فرط فينيل ألانين الدم عند أشخاص ليس لديهم استعداد وراثي لبيلة الفينيل كيتون. إذا كان لدى الأم استعداد وراثي لبيلة الفينيل كيتون ولكنها عولجت بحيث لا تظهر عليها أعراض، فإن المستويات العالية من الفينيل ألانين في الدورة الدموية للأم قد تؤثر على الجنين غير المصاب ببيلة الفينيل كيتون أثناء الحمل، ولذلك تُنصح الأمهات اللواتي عولجن بنجاح من بيلة الفينيل كيتون بالعودة إلى الحمية الغذائية الصارمة أثناء الحمل.
تظهر مجموعة صغيرة من مرضى فرط فينيل ألانين الدم انخفاضًا مناسبًا في مستويات الفينيل ألانين في الدم عند الالتزام بحمية غذائية خالية من هذا الحمض، ومع ذلك تستمر الأعراض العصبية ونوبات صرع لديهم ويموتون عادة خلال أول سنتين من العمر (فرط فنيل ألانين الدم الخبيث). يكون نشاطً أنزيمي هيدروكسيلاز الفينيل ألانين طبيعيًا لديهم ولكن لديهم نقص في نشاط ثنائي هيدروبتريدين، وهو أنزيم مطلوب لتفعيل رباعي هيدروبيوبتيرين.

## العلاج
يتركز العلاج على الحافظ على قيم فينيل ألانين الدم ضمن مستويات مقبولة من 120 إلى 360 ميلي مول باستخدام نظام غذائي لا يحتوي فينيل ألانين ولكنه مكتمل من الناحية الغذائية. يُوصى بهذا العلاج مدى الحياة لتقليل مخاطر الاضطرابات العصبية والنفسية طويلة الأمد وتقليل خطر الإصابة بمتلازمة بيلة الفينيل كيتون عند الأمهات الحوامل.

## النتائج
تكون النتائج ممتازة عند الالتزام بالعلاج، ويكون معظم الأطفال الذين يعانون من بيلة الفينيل كيتون طبيعيين من الناحية العقلية إذا عولجوا في غضون الأيام العشرة الأولى من حياتهم، ومع ذلك تكون مشاكل التعلم لديهم أكثر شيوعًا من أقرانهم.